# Michael Karena
Michael Karena (Nelson, Nueva Zelanda, 24 de octubre de 1993) es un exjugador de baloncesto neozelandés. Jgaba de pívot y fue internacional con la Selección de baloncesto de Nueva Zelanda.

## Carrera deportiva
Jugó baloncesto universitario en los Wright State Raiders y tras no ser drafteado jugaría su primera campaña profesional en los Canterbury Rams de su país natal.
En la temporada 2016-17, Karena fue pieza clave en el Sammic ISB y ayudó al conjunto vasco a lograr el título de liga y el consiguiente ascenso a LEB Oro. Disputó los treinta partidos de la liga regular y promedió 14 puntos y 6.3 rebotes para 15.9 de valoración.
En verano de 2017, firmó por el Actel Força Lleida para jugar una temporada en LEB Oro.

## Clubes
- Canterbury Rams. (2015-2016)
- Sammic ISB. LEB Plata. (2016-2017)
- Força Lleida Club Esportiu. LEB Oro. (2017-2018)
- Canterbury Rams. (2018-2019)
- Nelson Giants (2019-2020)
- South East Melbourne (2020-2021)
- Canterbury Rams. (2021-2022)